# Nueva Esperanza, Macuspana
Nueva Esperanza är en ort i Mexiko.   Den ligger i kommunen Macuspana och delstaten Tabasco, i den sydöstra delen av landet, 700 km öster om huvudstaden Mexico City. Nueva Esperanza ligger 17 meter över havet och antalet invånare är 696.
Terrängen runt Nueva Esperanza är platt. Runt Nueva Esperanza är det ganska tätbefolkat, med 67 invånare per kvadratkilometer. Närmaste större samhälle är Macuspana, 13,6 km söder om Nueva Esperanza. Trakten runt Nueva Esperanza består till största delen av jordbruksmark.